# MATSCH!
MATSCH! Alles für kleine Landentdecker  ist eine seit April 2022 erscheinende Kinderzeitschrift für Kinder ab einem Alter von ungefähr fünf bis elf Jahren. Die Zeitschrift erscheint monatlich im Landwirtschaftsverlag Münster und richtet sich ausdrücklich nicht nur an Kinder aus dem ländlichen Raum, sondern auch an Kinder aus Städten. Im Herbst 2022 wurde MATSCH! von der Stiftung Lesen mit dem Qualitätssiegel pädagogisch wertvoll ausgezeichnet.

## Inhaltliche Ausrichtung
Die Zeitschrift will die Zusammenhänge zwischen Lebensmitteln und Landwirtschaft, Natur und Umwelt sowie Tierwohl und Tierhaltung vermitteln und lehnt sich mit ihrem Titel MATSCH! an die Verbindung der Elemente Erde und Wasser an.
Die Themen werden in einfacher Sprache in Form von fiktionalen Geschichten, Rätseln, Rezepten, Postern, Ausmalbildern und kleinen Experimenten erklärt und für Kinder zugänglich gemacht. Darüber hinaus beinhalten die jeweils 44 Seiten umfassenden Ausgaben Anleitungen für selbstständiges Bauen, Basteln und für Kinderspiele. Erklärtes Ziel ist es dabei, alle Sinne anzusprechen.
MATSCH! kann je nach Alter zusammen mit einer Bezugsperson oder von den Kindern allein bzw. in der Gruppe gelesen und bearbeitet werden. Das Magazin will das entdeckende Lernen und die Lesefähigkeit der Kinder fördern und kommt in Kindergärten und Grundschulen zum Einsatz.

## Herstellung und Erscheinungsweise
MATSCH!  startete im Jahre 2022 mit einer Auflage von 10.000 Exemplaren. Die Zeitschrift erscheint bundesweit monatlich an jedem ersten Freitag in gedruckter Form. Die Hefte sind werbefrei gehalten, im Abonnement und als Einzelheft erhältlich und werden auf umweltfreundlichem Papier und ohne die Verwendung von Lacken gedruckt.